# Sweet Flower
Sweet Flower là đĩa đơn thứ ba của Tenjouchiki The Grace tại Nhật Bản. Sweet Flower được chọn làm nhạc chủ đề tháng tư cho chương trình TBS Count Down TV (CDTV). Rock'n' Roll Star là B-side của album này và được biểu diễn bởi Lina.

## Thông tin album
So với các single trước, Sweet Flower là single có lượng bán thấp nhất, đạt thứ 151 trên Oricon Weekly Charts, với 572 bản. Tenjouchiki chỉ quảng bá album này trong một buổi ra mắt single nhỏ, mà không quảng bá trên truyền hình. RZTV đã chiếu trên truyền hình về hậu trường và phỏng vấn các thành viên, nhưng phải mất một khoảng thời gian sau khi single phát hành.
Sweet Flower cũng được phát hành tại Hàn Quốc bởi SM Entertainment.

## Danh sách ca khúc

### Bản CD
1. Sweet Flower
2. Rock'n' Roll Star (ft. Lina)
3. Sweet Flower (instrumental)
4. Rock'n' Roll Star (instrumental)

### Bản CD + DVD

#### Phần CD
1. Sweet Flower
2. Rock'n' Roll Star" feat. Lina
3. Sweet Flower" (Instrumental)
4. Rock'n' Roll Star" (Instrumental)

#### Phần DVD
1. Sweet Flower Music Video
2. Hậu trường video